# Idaea shimizuensis
Idaea shimizuensis là một loài bướm đêm trong họ Geometridae.